# Clusiamyia granulosa
Clusiamyia granulosa är en tvåvingeart som beskrevs av Maia 2001. Clusiamyia granulosa ingår i släktet Clusiamyia och familjen gallmyggor. Inga underarter finns listade i Catalogue of Life.